# Primo-Levi-Gymnasium

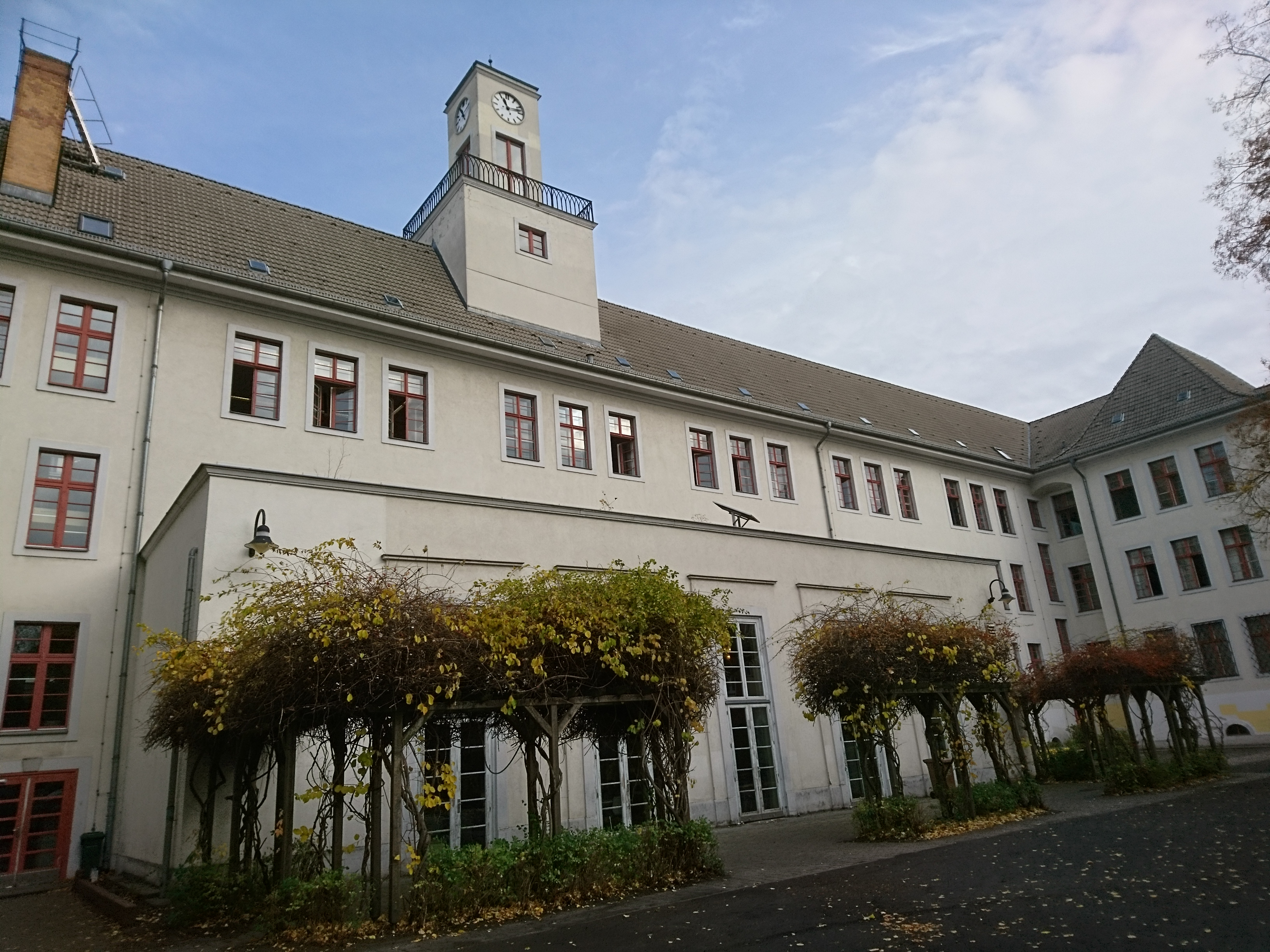
Haus A, Ansicht der Hauptfassade vom Schulhof aus

Das Primo-Levi-Gymnasium ist ein staatliches Gymnasium im Berliner Ortsteil Weißensee des Bezirks Pankow. Es befindet sich an zwei Standorten in je einem historischen Schulgebäude. Haus B in der Woelckpromenade wurde im Jahr 1910 eröffnet und steht seit den 1970er Jahren unter Denkmalschutz. Haus A in der Pistoriusstraße wurde im Jahr 1927 eröffnet und steht ebenfalls unter Denkmalschutz. Die einzeln entstandenen Lerneinrichtungen wurden 2013 unter dem neuen Namen vereinigt.

## Lage
Haus B der Schule, das im Laufe seines Bestehens sechs verschiedene Namen trug, hat die Adresse Woelckpromenade 38, wo sich auch das Direktorat befindet. Es steht am Nordufer vom Kreuzpfuhl.
Haus A der Schule, das ebenfalls mehrfach andere Namen erhielt, steht östlich von Haus B direkt an der Pistoriusstraße 133. – Nach aktueller Gebietseinteilung (2024) gehören beide zum Munizipalviertel.

## Geschichte der Bildungseinrichtungen

### Von 1908 bis Ende des Nationalsozialismus
Haus B
Die Schule in der Woelckpromenade (die Straße wurde vorher als Privatstraße für die Errichtung und Erreichbarkeit von Kommunalbauten angelegt und erhielt ihren Namen erst 1914).
Das hier dargestellte Schulhaus wurde 1908–1910 nach Plänen von Carl James Bühring als Teil des geplanten Gemeindeforums Weißensee errichtet. Es sollte die bereits bestehende Realschule ersetzen.
Nach ihrer Fertigstellung eröffnete hier das Reform-Realgymnasium nebst Realschule und die Zentralvorschule für Knaben und Mädchen der höheren Lehranstalten.
Auch im Jahr 1935 weist das Berliner Adressbuch unter Verwaltungsbezirk Weißensee das Reform-Realgymnasium und Oberrealschule (für Knaben) unter der Adresse Woelckpromenade 38 aus. Die Höhere Lehranstalt für Mädchen war nun das Städtische Oberlyzeum, und in dem Schulgebäude Pistoriusstraße 132–137 befand sich zudem die 3. Volksschule Weißensee.
In der Nazi-Zeit beherbergte das Schulhaus (weiterhin) das Realreformgymnasium sowie die Günther-Roß-Schule, letztere benannt nach dem hier in der Schule wirkenden Studienassessor Roß, einem SA-Mann und Mitglied des NS-Lehrerbundes. Er war bei handgreiflichen politischen Auseinandersetzungen im Jahr 1932 getötet worden. Die Namensverleihung fand am 15. November 1933 statt.
Haus A
Das Schulgebäude in der Pistoriusstraße entstand nach Bauplänen von Joseph Tiedemann; es wurde 1927 als Oberlyzeum mit zwei nach Geschlechtern getrennten Mittelschulen eingeweiht. Die Bauarbeiten dauerten von August 1926 bis April 1928 und kosteten samt der Ausstattung 1,245 Millionen Mark. Trotz dieses Neubaus, in dem 600 Schüler unterrichtet werden konnten, reichten die Schulplätze in Neu-Weißensee – zusammen mit den vorhandenen – für alle neuen Einwohnerfamilien nicht aus, es wurde eine „Überlastung“ berichtet.
Von 1940 bis 1945 trug die Lerneinrichtung den Namen Clara-Schumann Schule und ehrte die Komponistin Clara Schumann. Und im Gebäude befanden sich die zur 5. Volksschule zusammengefassten ehemaligen beiden Mittelschulen.

### 1945 bis Ende der DDR
Haus B
Zu Ehren des Weißenseer Chefarchitekten bekam das Schulgebäude nach Kriegsende den Namen Bühring-Oberschule.
Nach Kriegsende 1945 erhielt das Haus B den Namen Realgymnasium (ohne Eigennamen).
Von 1951 bis 1960 war es die Johannes-R.-Becher-Schule, zu Ehren des Dichters Johannes R. Becher. Im Jahr 1960 wurde daraus die Erweiterte Oberschule ‚Paul Oestreich’, benannt nach Paul Oestreich, einem Reformpädagogen. Sie hatte als allgemeinbildendes Gymnasium ca. 700 Schüler.
Haus A
Nach dem Zweiten Weltkrieg diente das Gebäude in der Pistoriusstraße in den Jahren 1946/1947 als Seuchenstation. Im Jahr 1947 wurde daraus wieder ein Schulgebäude, das 1950 zur Volksschule (Abschluss 8. Klasse) wurde. Ab 1957 war die Bildungseinrichtung Sitz einer Oberschule, die den Namen von Erich Boltze trug. Ihre offizielle Bezeichnung lautete 1. POS ,Erich Boltze‘. Zugleich befand sich im nördlichen Flügel (Tassostraße 10) die Berufsschule für Berufe des Gesundheitswesens und Drogisten.

### Seit 1990
Haus B
Nach Neustrukturierung aller Verwaltungseinheiten infolge des Mauerfalls und dem Zusammenwachsen Berlins änderte die neue Bezirksverwaltung 1993 den Namen Paul-Oestreich-Oberschule zurück auf Bühring-Gymnasium.
Haus A
Die Schule in der Pistoriusstraße trug von 1994 bis zur Fusion im Jahr 2007 den Namen Wieland-Herzfelde-Oberschule nach dem Schriftsteller und Verleger Wieland Herzfelde.
Seit 2007Häuser A und B
Seit der Zusammenlegung des Bühring-Gymnasiums mit der Wieland-Herzfelde-Oberschule im Jahr 2007 heißt die Bildungseinrichtung nun Primo-Levi-Gymnasium, Haus A und Haus B. Primo Levi war italienischer Chemiker, Literat und Philosoph, während der deutschen Besetzung Italiens im Zweiten Weltkrieg Widerstandskämpfer gegen den Faschismus und er, überlebte den Holocaust.
Für beide Häuser steht eine Turnhalle mit angeschlossenen Freiflächen für Leichtathletik oder Ballspiele östlich von Haus B bereit.

## Leiter, Lehrer, Schüler (Auswahl)
- Egon Bahr (1922–2015), deutscher Politiker der SPD (S)
- Kya-Celina Barucki (* 2004), deutsche Schauspielerin
- Karl Broßmann, Direktor, 1914–1920[4][13]
- Mathilde Bundschuh (* 1994), deutsche Schauspielerin (S)
- Michael Erler (* 1951), Autor, Filmregisseur und Filmproduzent (S)
- Andrej Holm (* 1970), deutscher Sozialwissenschaftler (S)[14]
- Regina Jonas (1902–1944), weltweit erste Rabbinerin (S)
- Regina Kittler (* 1955), deutsche Politikerin (S)
- Thomas Langhoff (1938–2012), deutscher Theaterregisseur (S)
- Uwe Schramm, Direktor, seit 2012[15]
- Otto Steller, Rektor; ab 1910[16][17]

(S)=ehemalige Schüler

## Baugeschichte und Beschreibung der Schulgebäude

### Haus B
Der gemauerte Sockel das Hauptbaus wurde mit gebrochenen Granitsteinen (wiederverwendete Bordsteine) verblendet. Die Mauern aus Ziegelsteinen erhielten zur Parkanlage und zur Straße hin eine rote Klinkerverblendung, die größere Hofflächen waren mit grauem Rauputz versehen. Der abgewinkelte dreigeschossige Hauptbau verfügt zum Pfuhl hin über je einen übergiebelten Risaliten an den Seiten. Diese sind mittels abwechslungsreichen Fenstereinfassungen sowie ornamentalem und figürlichem Terrakottaschmuck verziert.

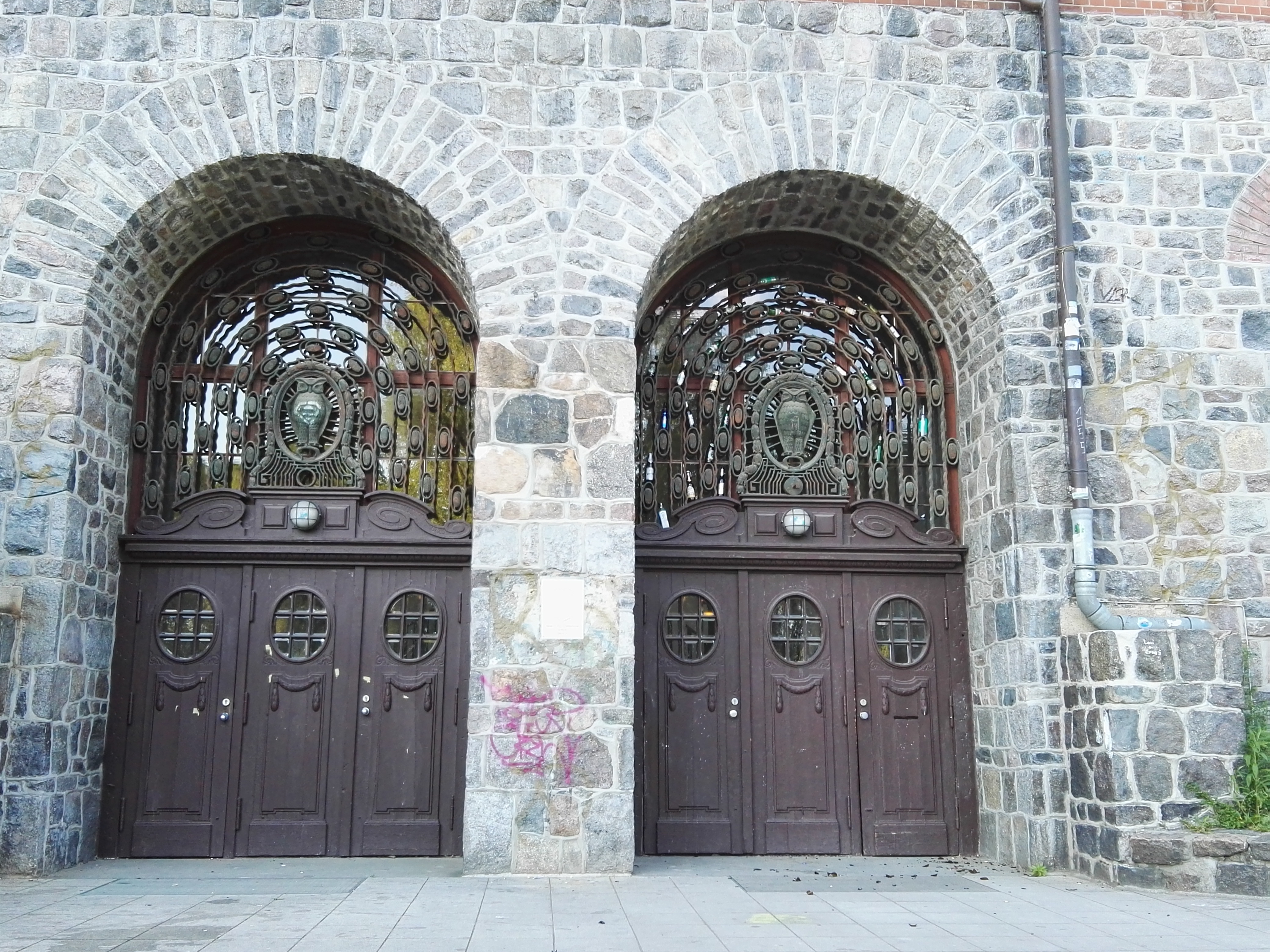
Historisch erhaltener Eingangsbereich, Haus B

Der Haupteingang befindet sich in dem zur Grünanlage hin gelegenen Bautrakt und wird aus zwei symmetrischen rundbogigen Eingängen gebildet. Die aus der Bauzeit stammenden Türflügel und schmiedeeisernen Oberlichter sind erhalten.
Die kunstvolle Ausstattung, die sich auf wenige Details beschränkt (Deckenrelief, Säulen in der Aula mit floralen Kapitellen, zwei figürliche Trinkbrunnen im Schultreppenhaus) stammt vom Bildhauer Hans Schellhorn. Auch der Architekt Buehring war an der Ausschmückung beteiligt, nach seinen Plänen entstanden schöne Wandleuchter für das Treppenhaus.

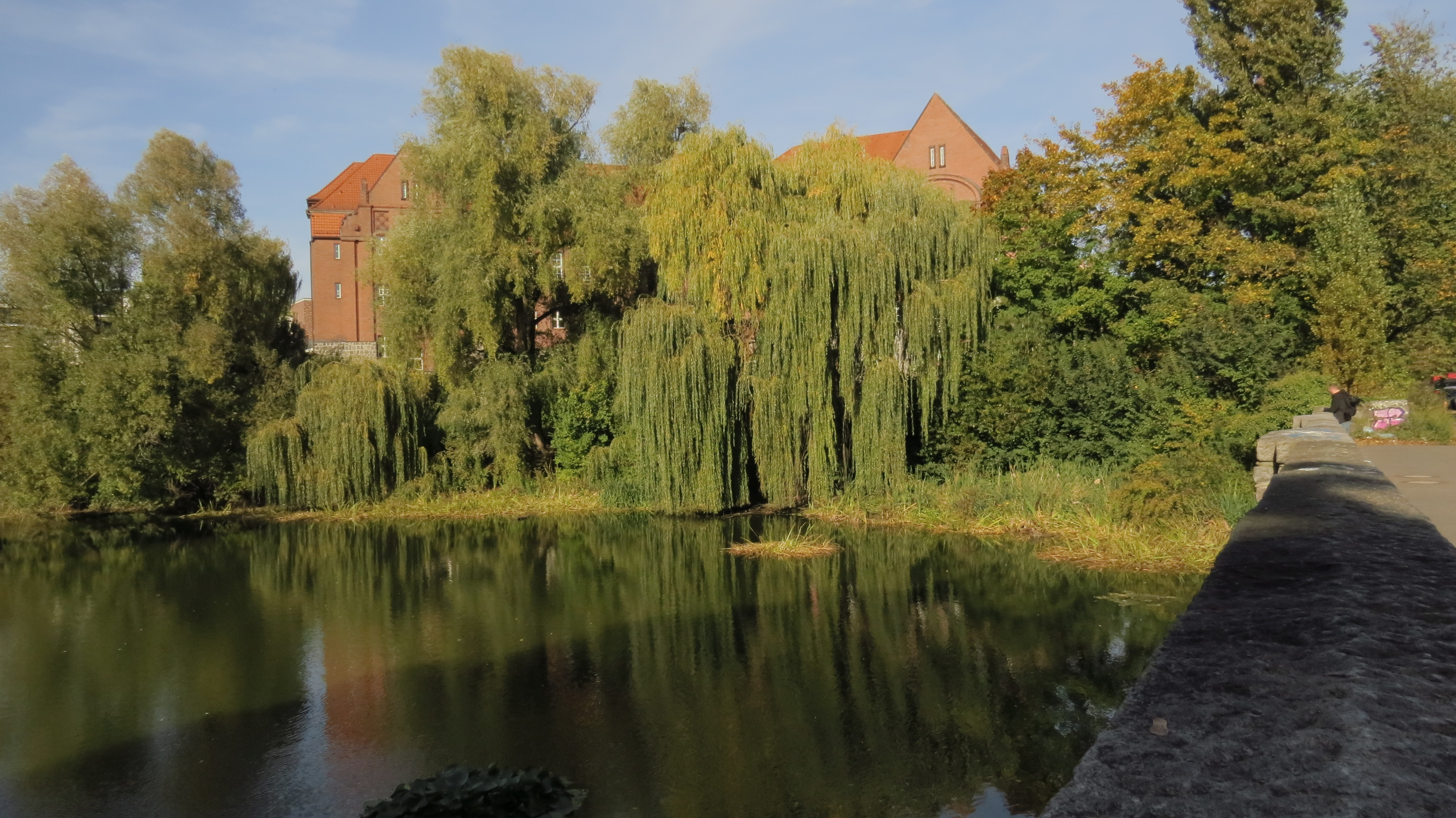
Haus B, Ansicht über den Pfuhl
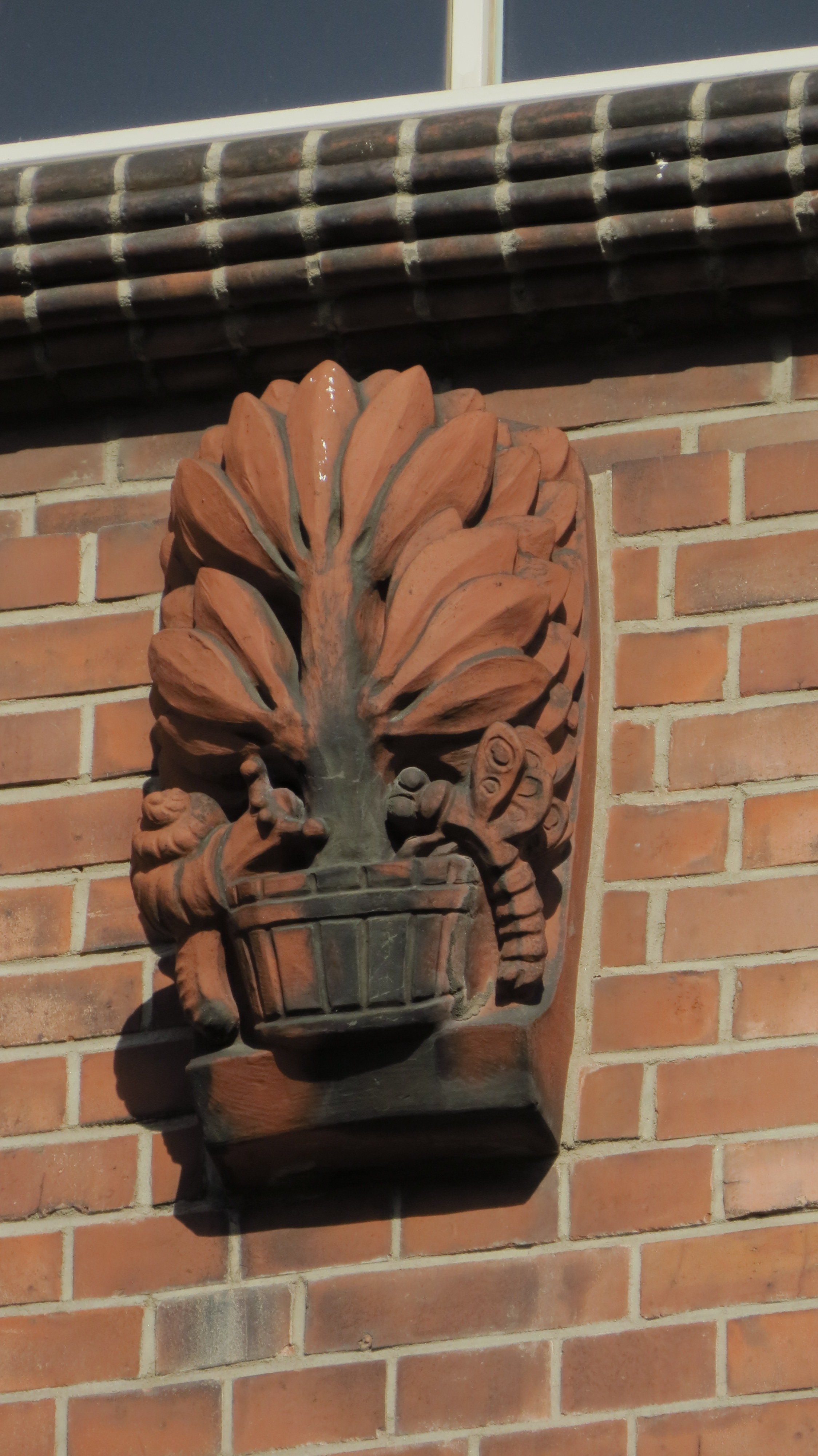
Haus B: Terrakotta-Bauschmuck
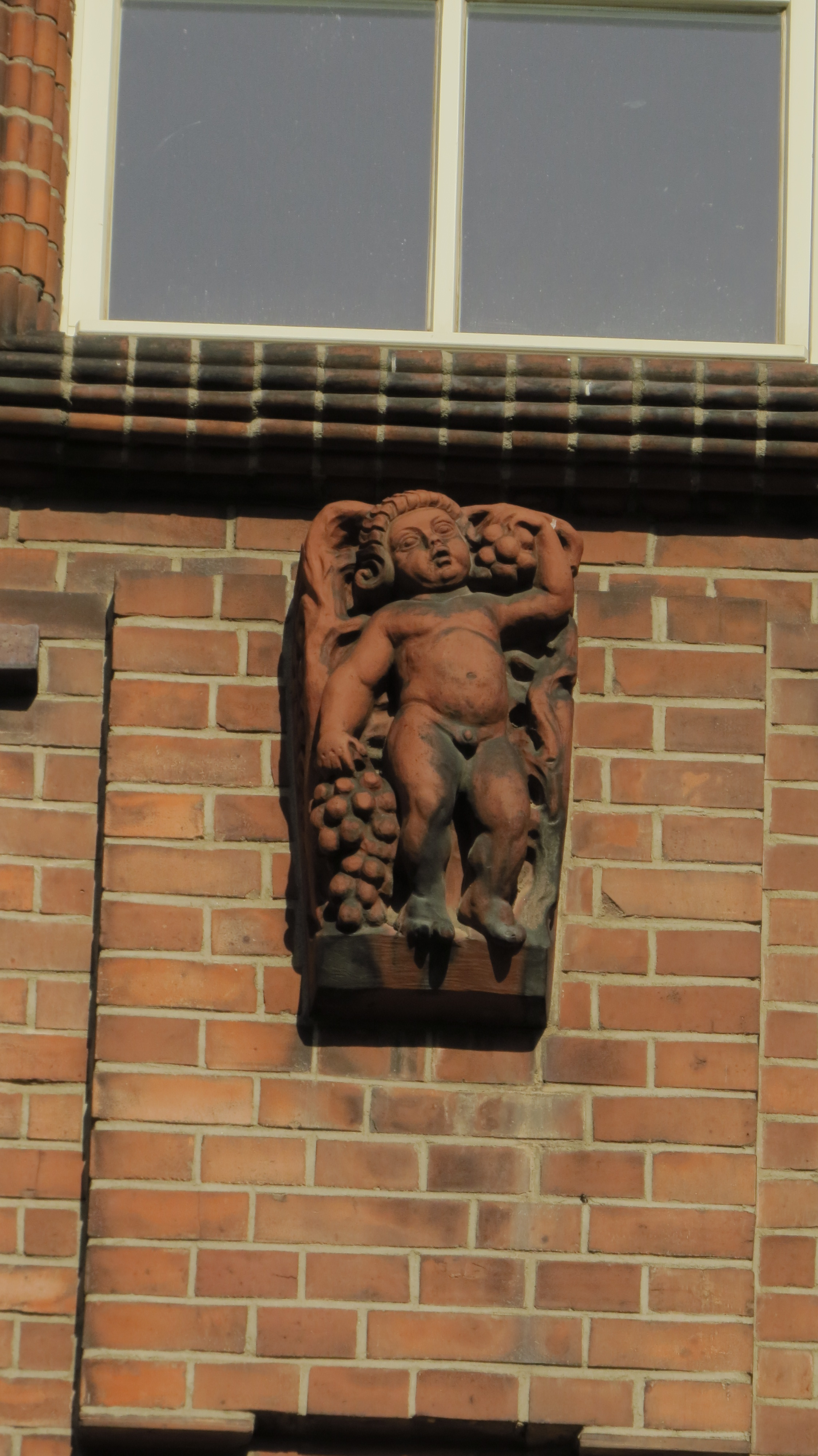
Haus B: Terrakotta-Bauschmuck
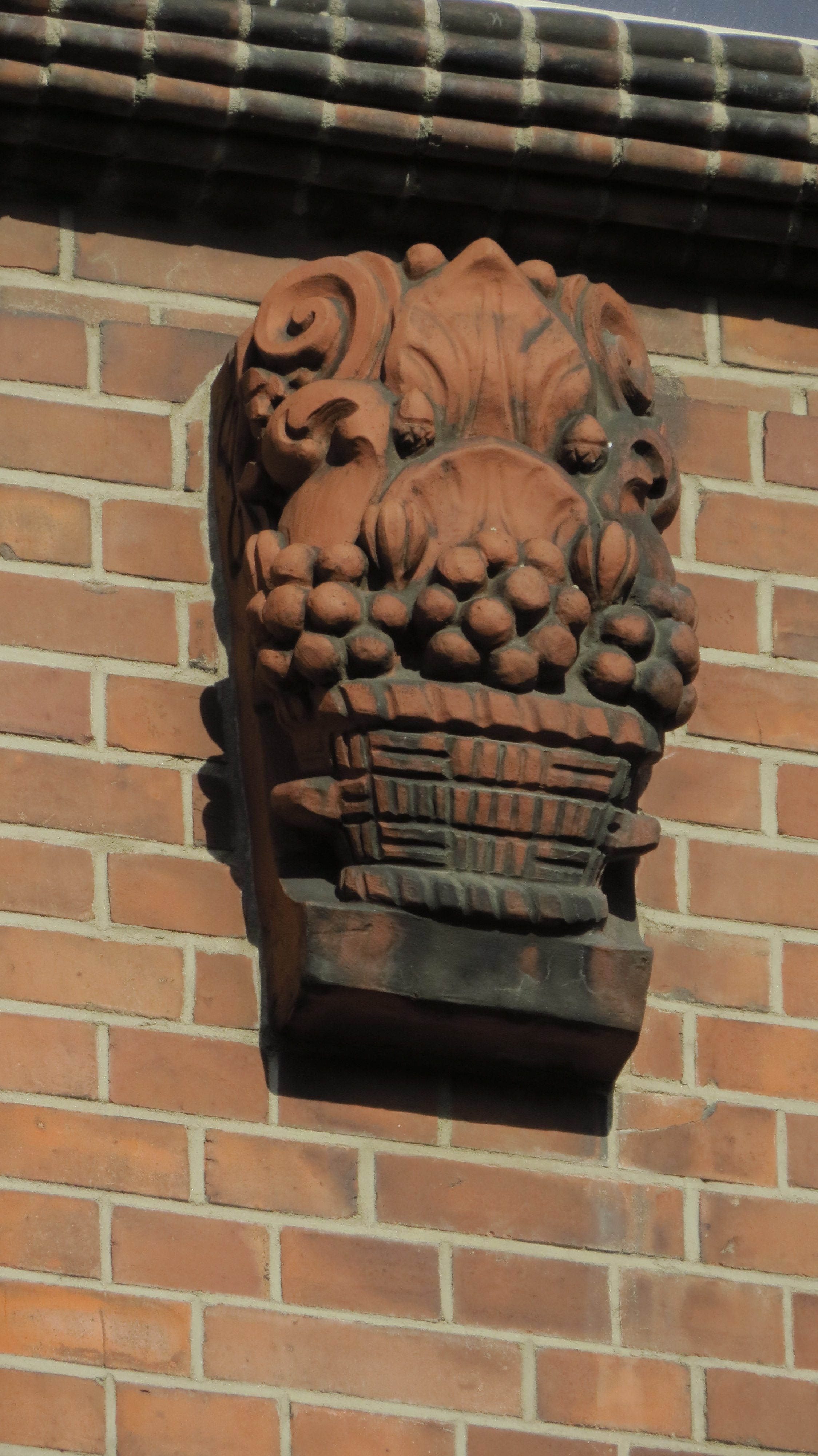
Haus B: Terrakotta-Bauschmuck
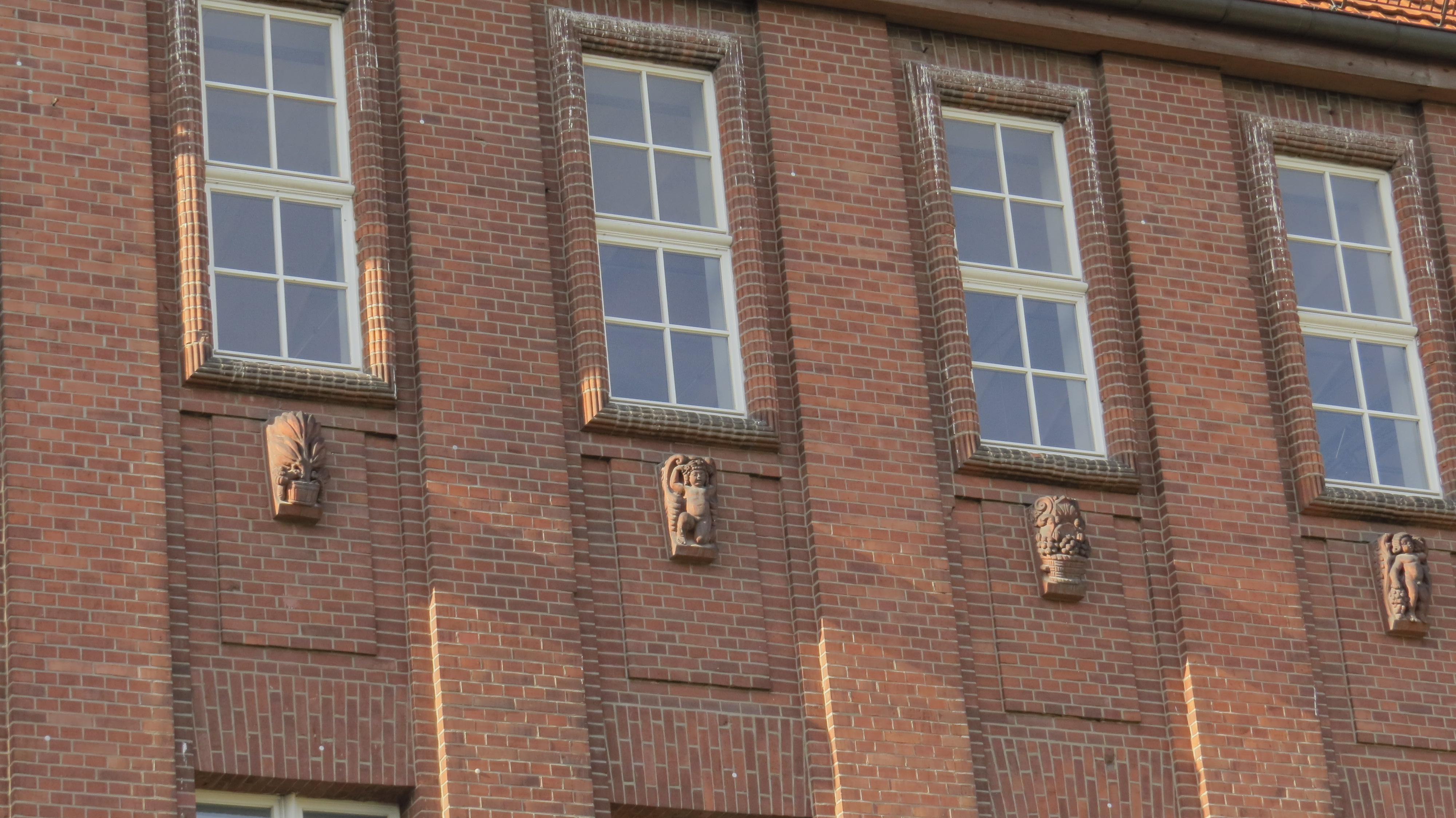
Haus B: alle Terrakotten am östlichen Giebel

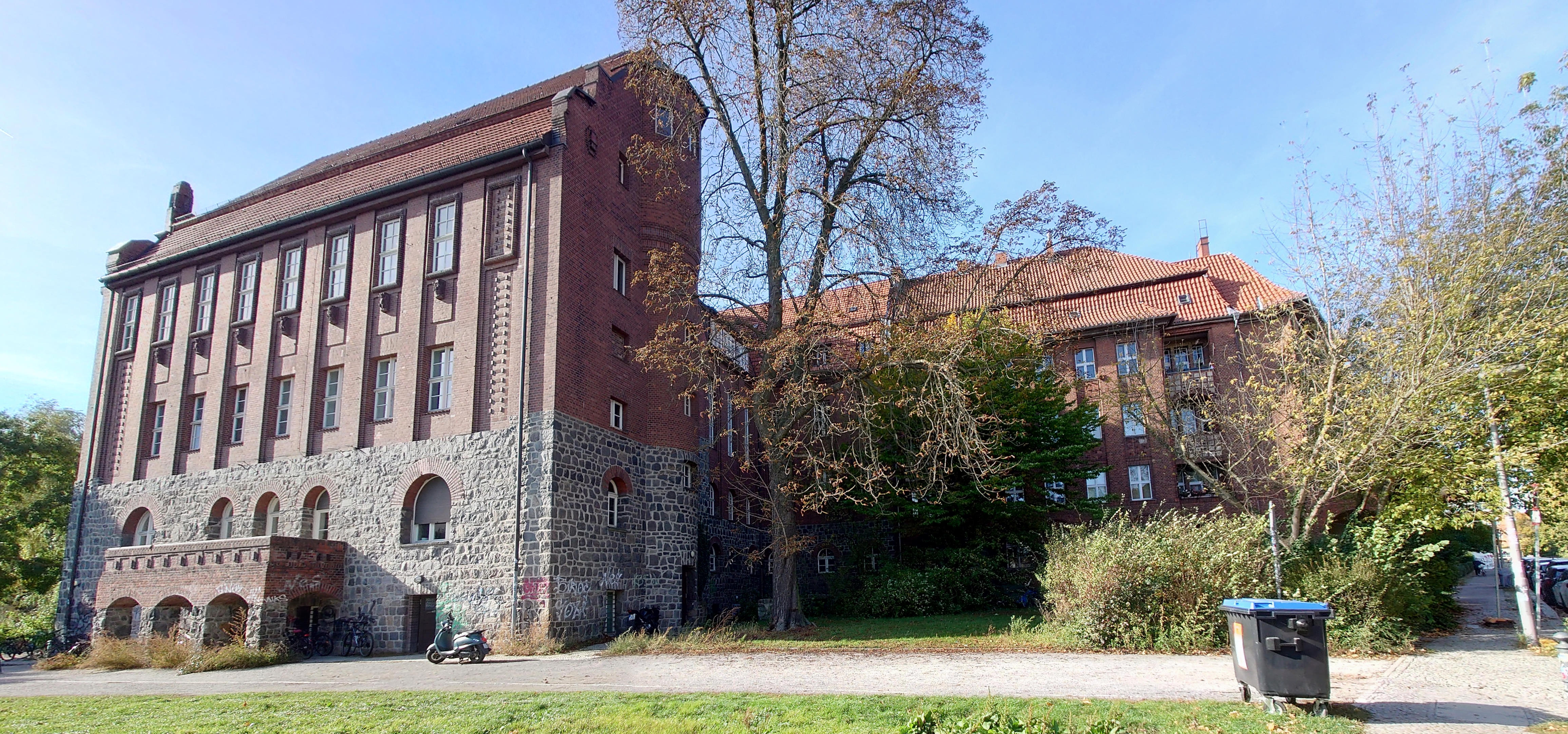
Ostansicht, Woelckpromenade
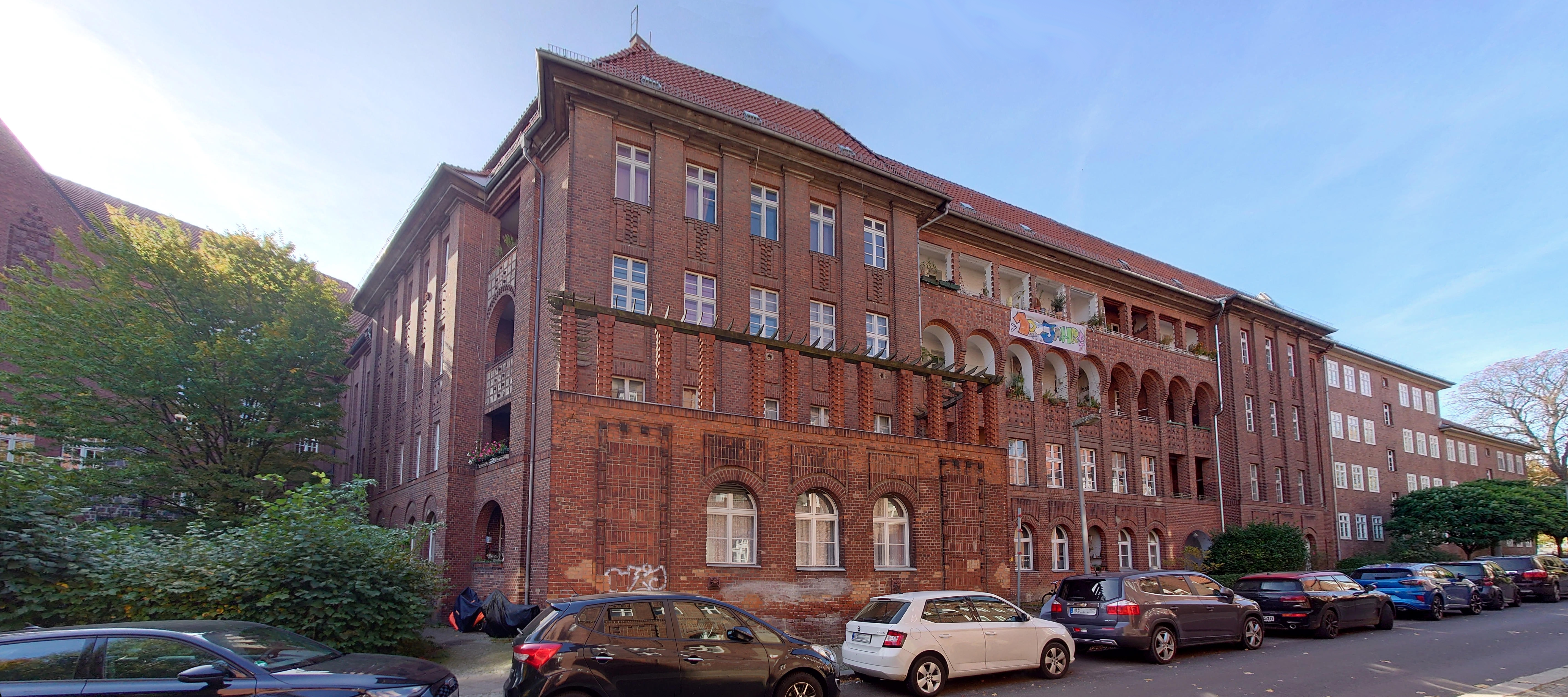
Ostansicht, Paul-Oestreich-Straße
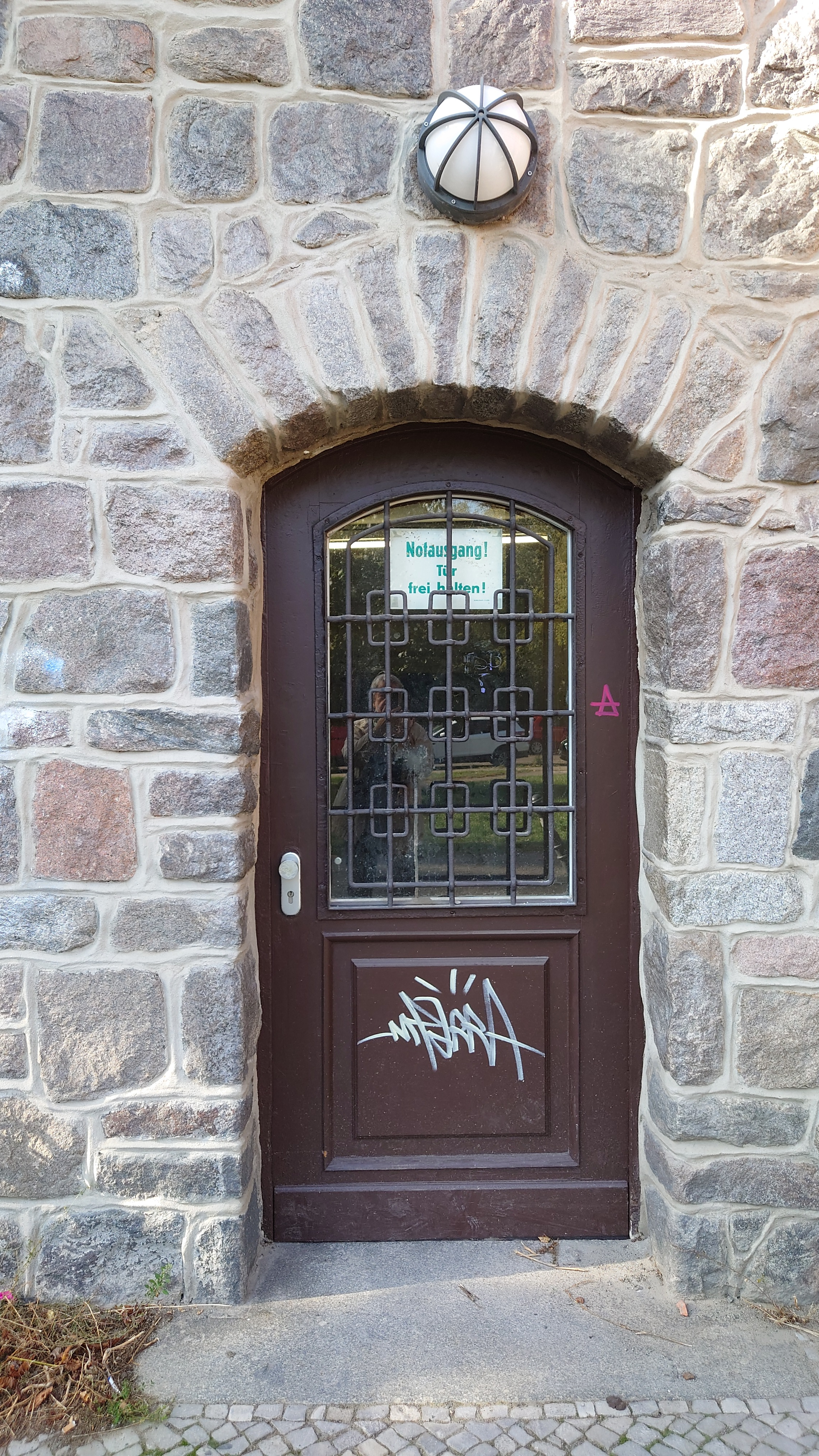
Nebeneingang Ost
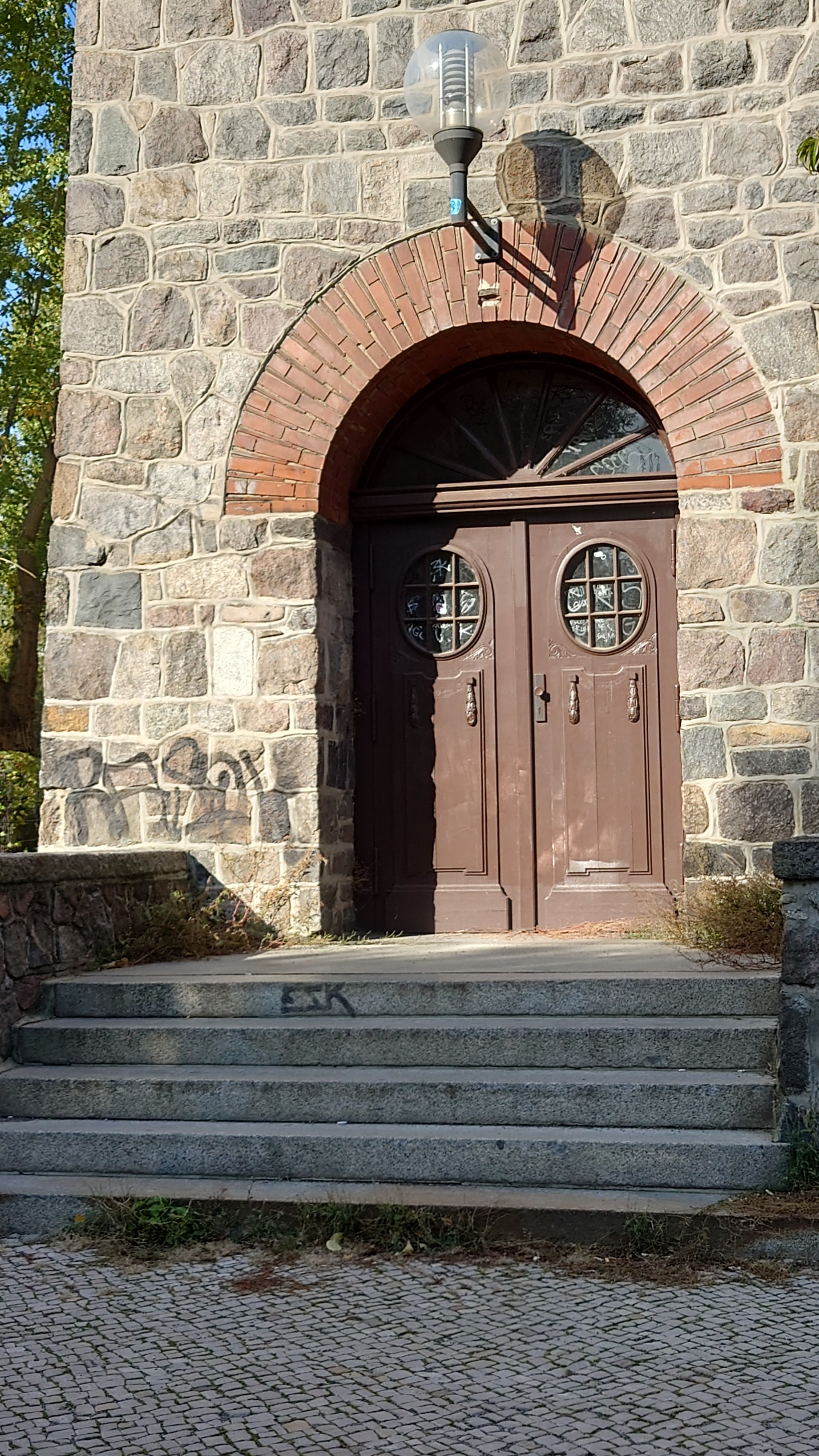
Nebeneingang West
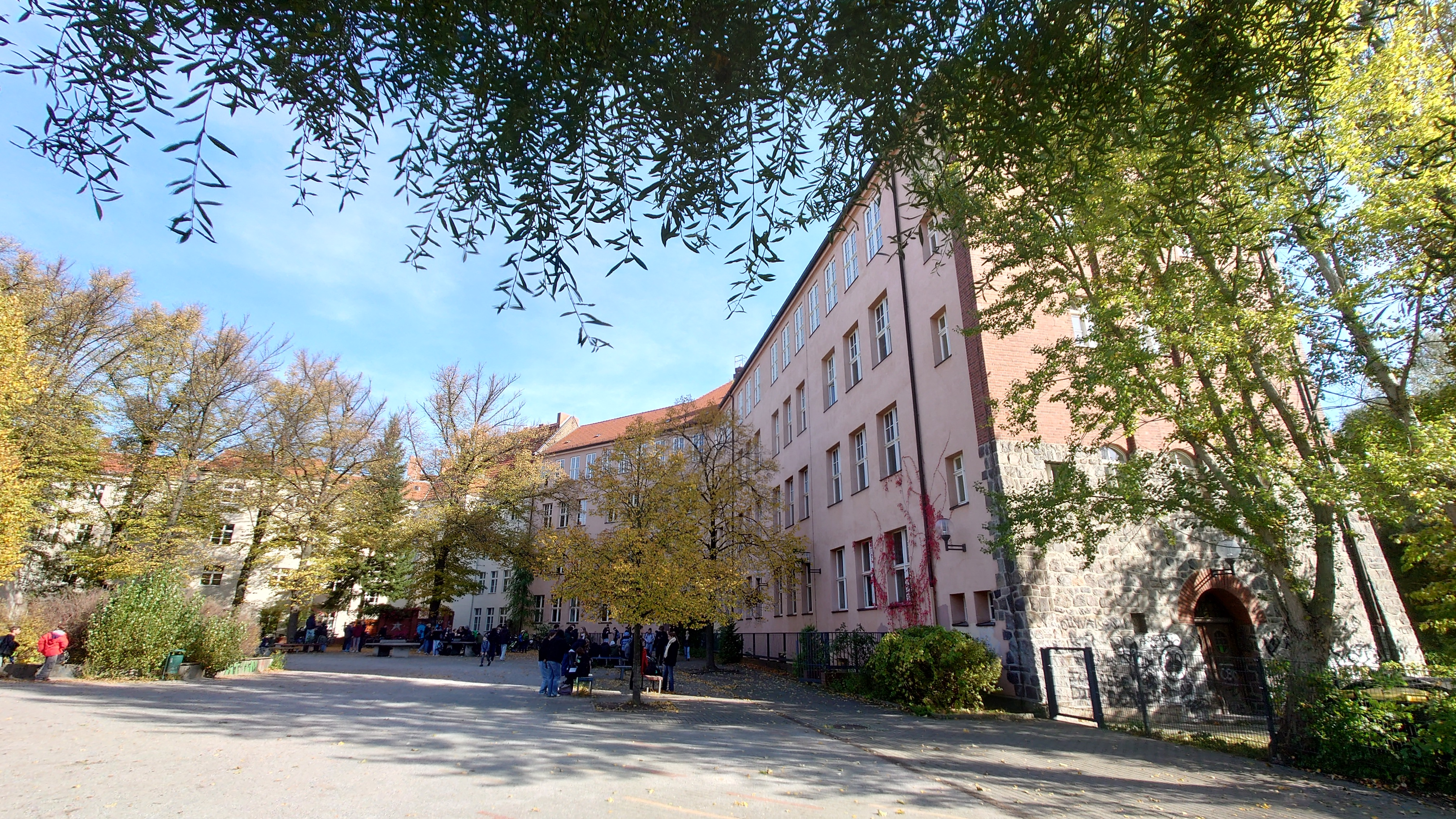
Schulhof mit verputzter Fassade

### Turn- und Festhalle

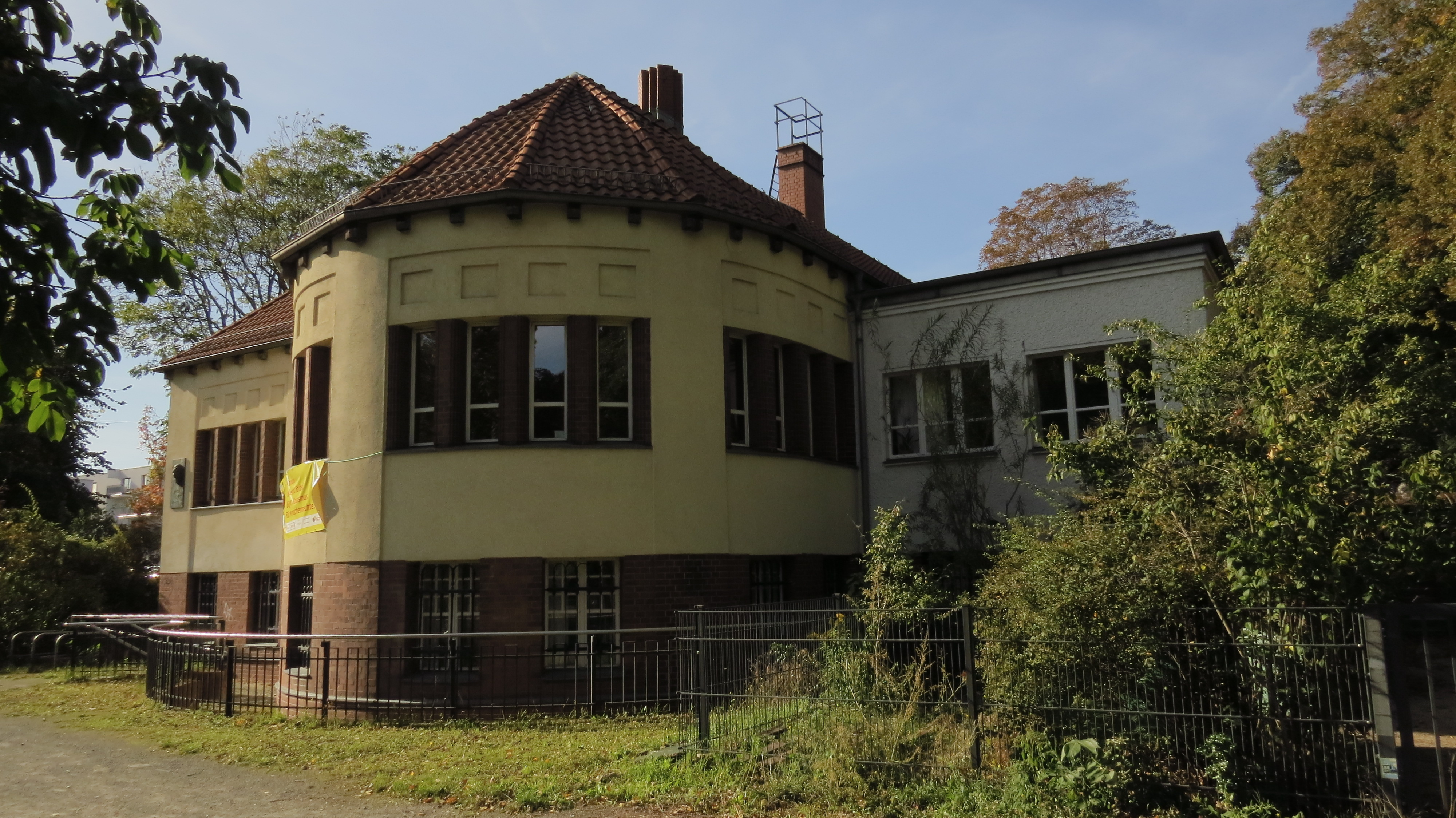
Freizeithaus, 2024

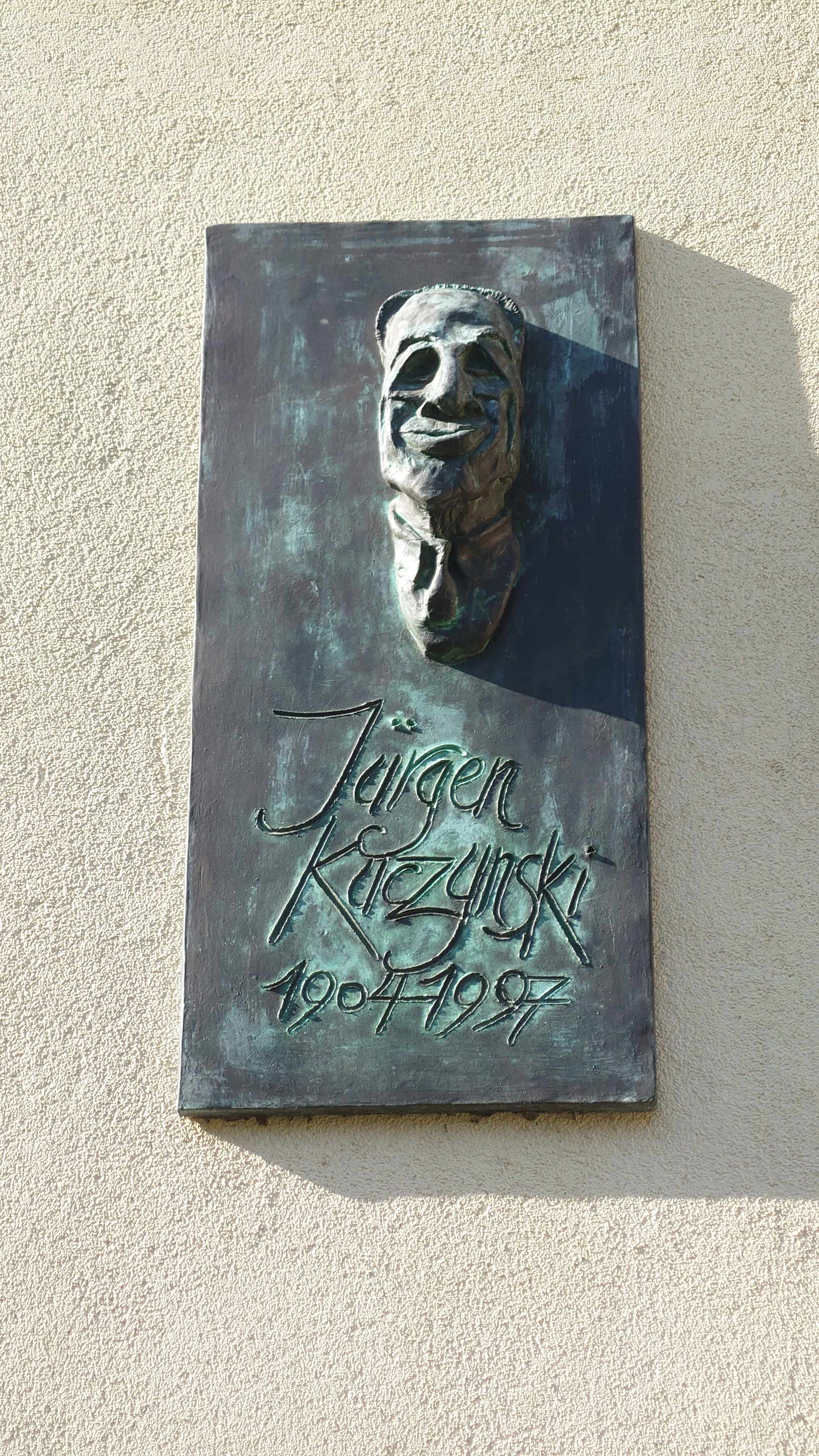
Ehrentafel für Jürgen Kuszynski am Freizeithaus

Unbedingt erwähnenswert war die für damalige Verhältnisse großzügig ausgeführte multivalent nutzbare Turn- und Festhalle im Südbereich des Kreuzpfuhls. Sie war für die Nutzung durch drei in der Umgebung bereits gebaute und in Nutzung befindliche Gemeindeschulen und für die Einwohner vorgesehen. Ihr Bau dauerte vom Frühjahr 1907 bis September 1908.
Im Keller gab es vier Kegelbahnen, ein auch für die Öffentlichkeit zugängiges Schwimmbad, sechs Brause- und drei Wannenbäder. Hier wurden auch zwei Treppenanlagen und ein großzügiges Vestibül sowie gesonderte Zugänge geschaffen, weil bei Festveranstaltungen bis zu 1000 Personen einzuplanen waren. Darüber befand sich ein Raum für Turngeräte, eine Bühne (8 × 5,4 m groß), Ankleide- und Toilettenräume. Sogar einen Turnhallendiener beschäftigte die Gemeinde.
Ein gesonderter kleinerer Anbau bot einen Restaurationsraum, ein Vereinszimmer und eine Gartenterrasse. Darunter fanden die Wirtschaftsräume und die Wohnung des Gastwirtes Platz. Die Heizung der meisten Räume erfolgte mittels einer Niederdruck-Dampfheizung, die Gastwirtschaft wurde mit Warmwasser beheizt, in der Dienstwohnung gab es Kachelöfen.
Die Turnhalle mit dem genannten Anbau kostete die Gemeinde 240.000 Mark.
Der Festsaal- und Turnhallenbau ist seit den 1950er Jahren nur in einem kleineren baulichen Rest erhalten. Hierin befand sich in der DDR-Zeit ein Sprachheilkindergarten. Nach 1990 wurde das Bauwerk zu einem Freizeithaus in Trägerschaft des Bezirksamtes umfunktioniert (siehe Bild).

### Haus A

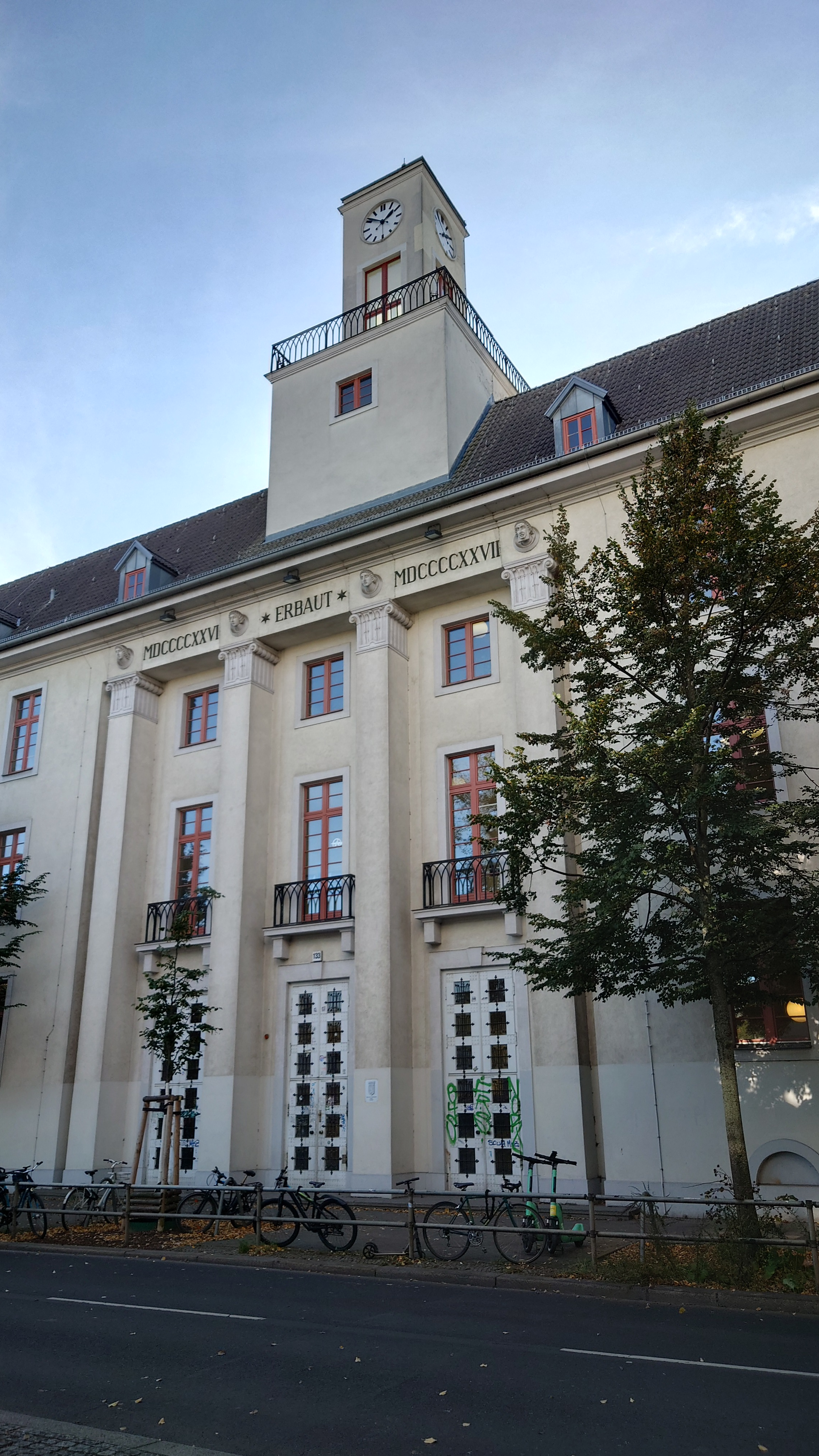
Fassade an der Pistoriusstraße

Der Entwurf für dieses Kommunalgebäude stammt vom Architekten Joseph Tiedemann.
Auf einem Kellergeschoss mit flachen Halbrundfenstern in Höhe des Straßenniveaus erheben sich drei Vollgeschosse und ein ausgebautes Dachgeschoss unter einem Walmdach. Das Dach wurde mit grauen Pfannen eingedeckt. Der Baukörper entlang der Pistoriusstraße ist 94 m lang. Große Flächenteile und die Treppenhäuser sind aus grauem Kunststein ausgeführt, die Hauptfassade (vom Architekten als Schauseite bezeichnet) ist dagegen verputzt. Die Treppenaufgänge sind symmetrisch in beiden Eckgebäuden untergebracht.
Der Eingang in der Pistoriusstraße führt in ein Foyer vor der Aula, er wird durch eine säulenartige Umrahmung über alle drei Geschosse betont (Pilaster), sonst ist das Gebäude eher schlicht gehalten. Die vier Säulenimitate werden mit einem Querriegel abgeschlossen, auf dem die Bauzeit (in römischen Ziffern) angegeben ist, jeweils unterbrochen durch Medaillons mit Halbbüsten darin. Die drei nebeneinander angeordneten gleich hohen und gleich großen Türen sind mit Fensterornamenten und Metallrahmung gestaltet und aus der Bauzeit erhalten.
In der Parkstraße und in der Tassostraße gibt es die Eingänge zu den Klassenräumen. Von vornherein wurden Fachräume für Chemie vorgesehen. In der Parkstraße schloss sich ein Wohn-Gebäudetrakt mit den Dienstwohnungen für den Schuldiener und den Heizer sowie für beide Direktorenfamilien an. – Der Bauherr, die Gemeinde Weißensee, hatte die zentrale Lage der Aula gefordert, so dass der Architekt ein bauliches Überfangen der Aula zur Hofseite hin wählte, was ihm aber nicht so recht gefiel. In der Aula kam etwas mehr Schmuck zum Einsatz, unter anderem mit farbigem Stuck. (siehe auch das zweite Einleitungsbild)
Alle Fenster sind hochrechteckige Sprossenfenster, das Dachgeschoss wird über Gauben mit Tageslicht versorgt. Die Fenster der Wohneinheit trugen anfangs Fensterläden.
Als Auffälligkeit ist der Dachreiter mit Aussichtsumgang und einem sich darüber erhebenden Uhrenturm mit rechteckigem Grundriss zu nennen. Dieses Türmchen wird von einem kupferblechgedeckten Pyramidendach bekrönt.
In der Tassostraße ordnete der Architekt zwei Turnhallen übereinander an.
Dieses Schulhaus mit einem U-förmigen Grundriss beherbergte bei seiner Eröffnung ein Oberlyzeum und zwei Mittelschulen, eins für Mädchen und eins für Knaben.

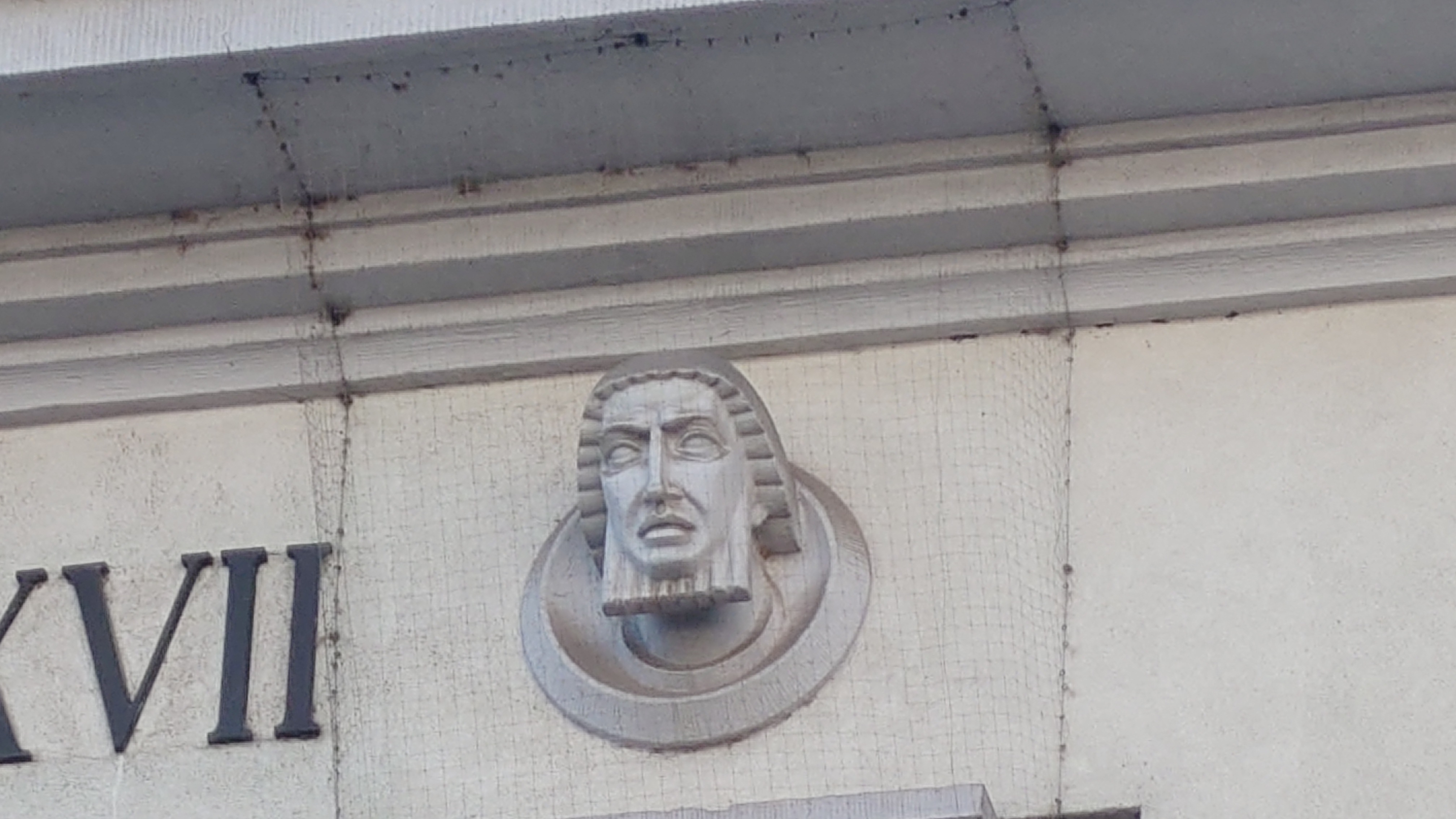
Skulptur 1
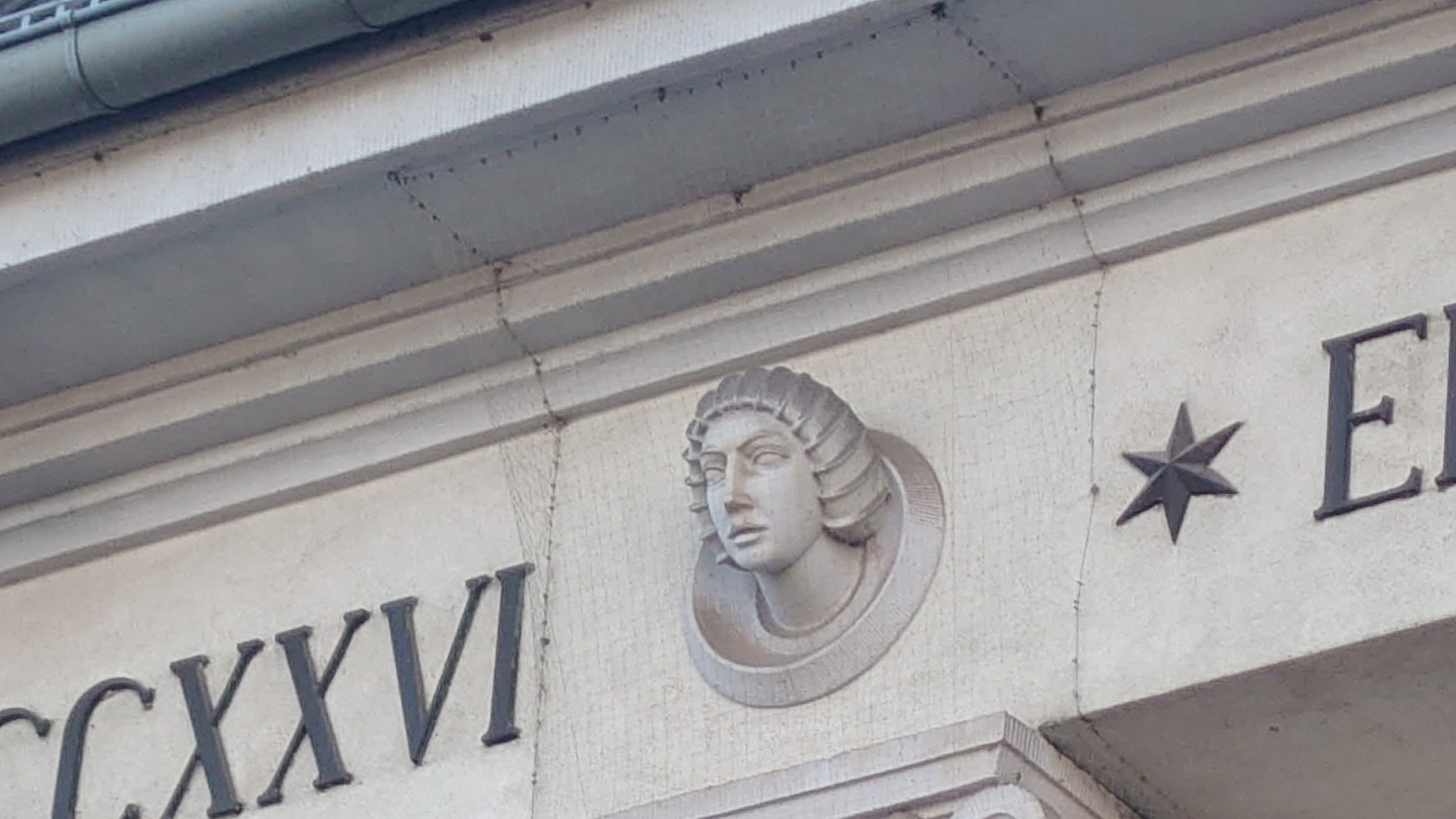
Skulptur 2
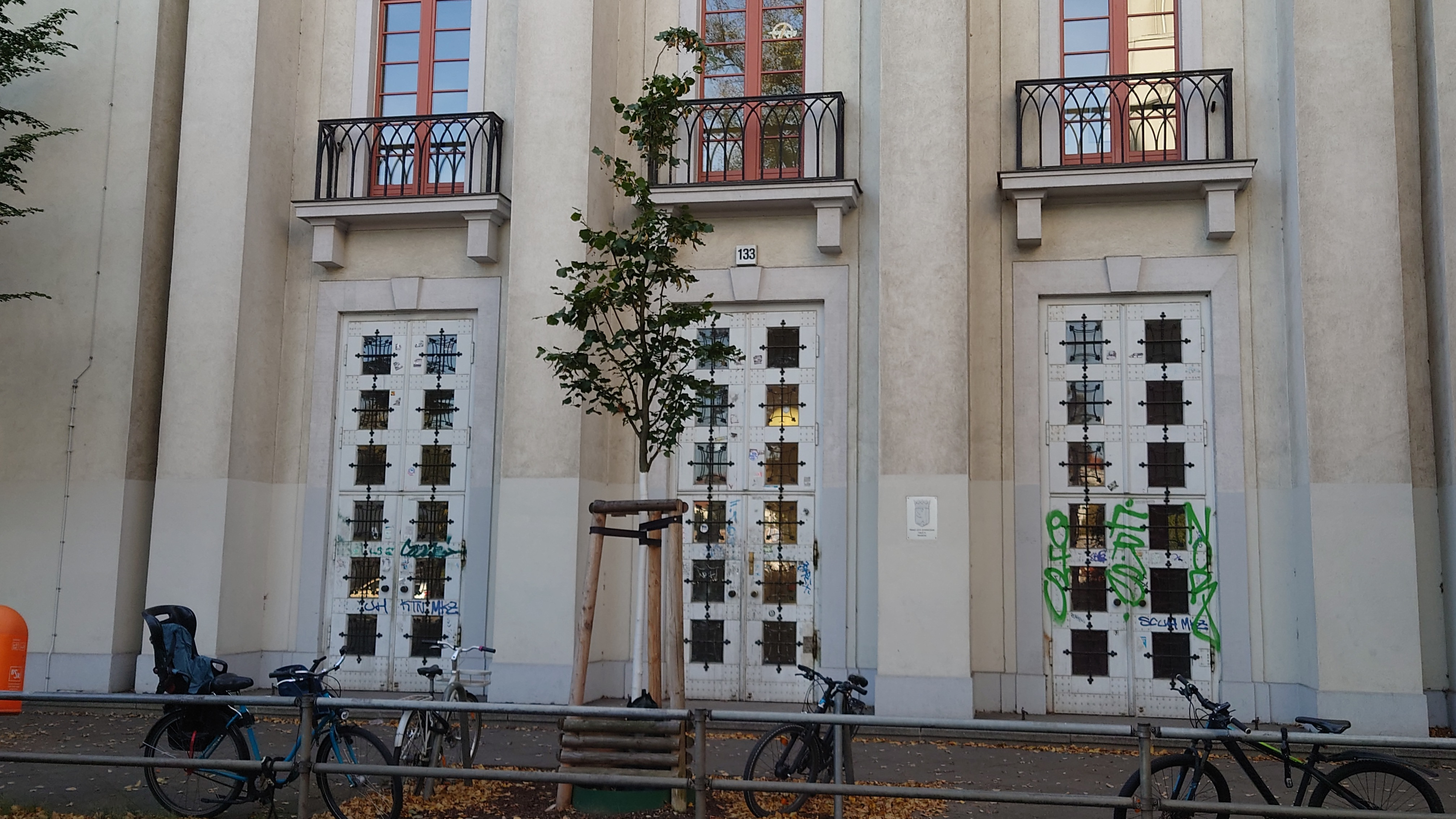
Dreiteiliger Eingang zur Aula

## Besonderheiten des Schulbetriebs seit 2008

### Blockunterricht mit Fachraumprinzip
Am Primo-Levi-Gymnasium haben die Klassen (mit Ausnahme der 5. und 6. Klassen) kein festes Klassenzimmer, stattdessen gilt das Fachraumprinzip. Dabei hat jedes Fach bzw. jede Lehrkraft ein eigenes Klassenzimmer, das die nötigen Unterrichtsmaterialien enthält. Um zu viele zeitraubende Raumwechsel der Klassen zu vermeiden, wird meist in Unterrichtsblöcken von zwei regulären Unterrichtsstunden unterrichtet.

### Bilingualer Unterricht
Seit dem Schuljahr 2012/2013 werden an der Schule jährlich ein bis zwei bilinguale deutsch-englische Klassen eingerichtet. Dabei erhalten die Schüler in den Klassen 5 bis 8 verstärkten Englischunterricht, ab der Klassenstufe 7 wird das Fach Biologie auf Englisch mit einer Zusatzstunde unterrichtet, das Fach Geschichte wird ab der Klassenstufe 9 mit einer Zusatzstunde unterrichtet.

### MINT-EC-Schule
Das Primo-Levi-Gymnasium ist Teil des nationalen Excellence-Schulnetzwerks MINT-EC von Schulen mit Sekundarstufe II und ausgeprägtem Profil in Mathematik, Informatik, Naturwissenschaften und Technik (MINT). Neben zahlreichen Aktivitäten im MINT-Bereich ist am Primo-Levi-Gymnasium das Netzwerk Schülerforschung Pankow beheimatet.

### Schulspeisung

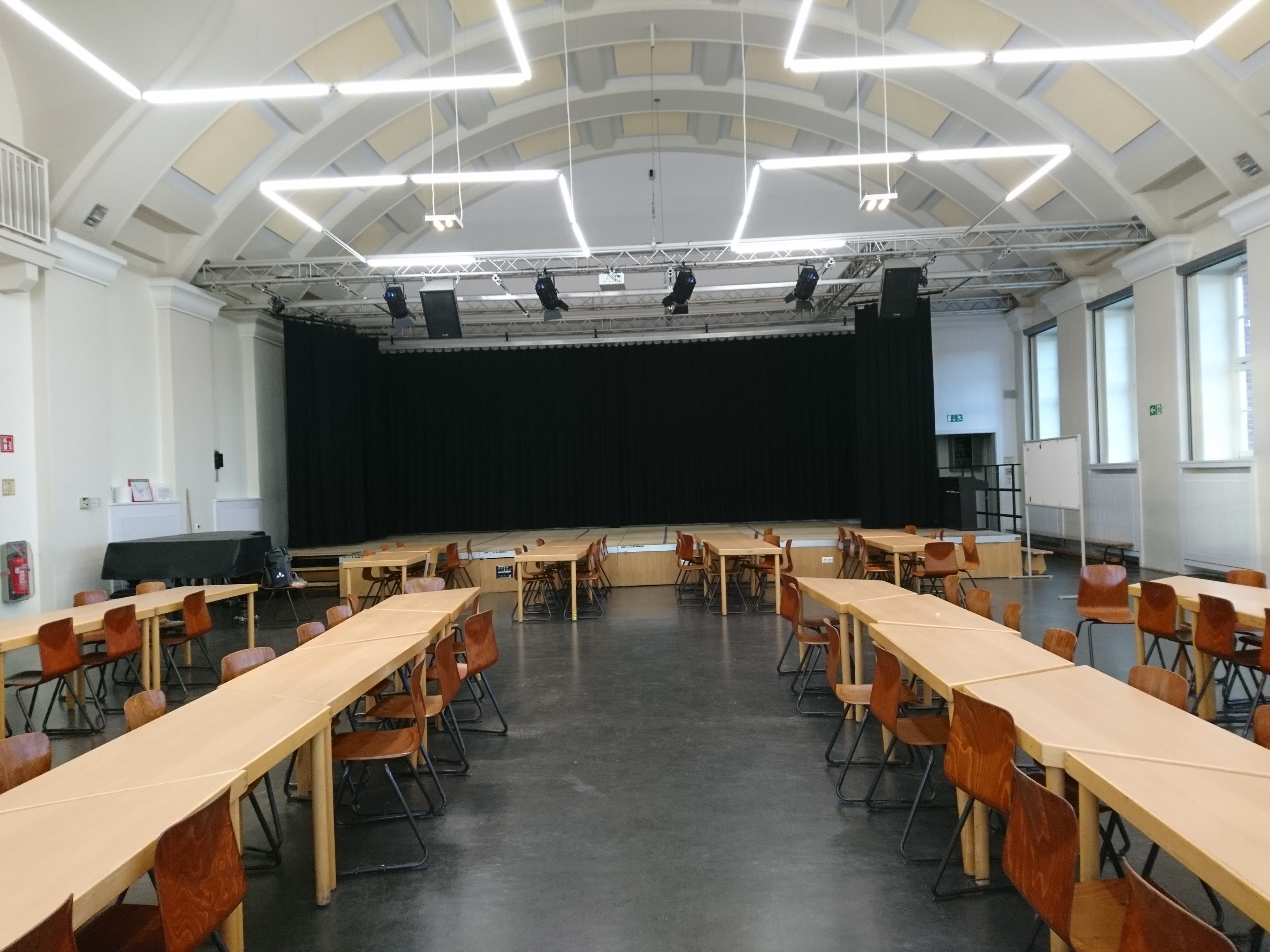
Schulmensa und Bühne Haus B

Für die Essenversorgung steht am Primo-Levi-Gymnasium sowohl in Haus A als auch in Haus B je eine Essensausgabe zur Verfügung. Als Speisesäle werden dabei die Schulaulen in den jeweiligen Häusern genutzt. Es gibt ein breites Angebot an kalten und warmen Snacks und Getränken.

### FSJ-Projekt
Seit dem Schuljahr 2006/07 absolviert jeweils ein junger Mensch ein Freiwilliges Soziales Jahr (FSJ) am Primo-Levi-Gymnasium mit dem Ziel, durch seine Arbeit die Beteiligungsmöglichkeiten von jungen Menschen an der Schule zu stärken. Zu den Aufgaben des FSJlers zählt neben der Unterstützung der Schülervertretung und der Förderung von Projekten aus der Schülerschaft auch die Organisation eigener Projekte am Primo-Levi-Gymnasium. Das Büro des FSJlers befindet sich im Schülerklub. Finanziell ermöglicht wird das FSJ durch den schulischen Förderverein.

### Schülerklub
Im Haus B des Primo-Levi-Gymnasiums befindet sich ein Schülerklub, der vom FSJler in Unterstützung von engagierten Schülern verwaltet und gestaltet wird. Die ehemalige Hausmeisterwohnung wurde im Jahr 2007 auf Initiative des Fördervereins und der Schülervertretung zur allgemeinen Benutzung hergerichtet und bietet neben einem Kickerzimmer und zahlreichen Sofas auch einige Computer und Schreibtische zum Erledigen von Hausaufgaben. In Pausen, Freistunden und nach Schulende haben die Schüler die Möglichkeit, sich im Schülerklub aufzuhalten. Dort finden auch häufig Veranstaltungen statt, die von den Schülern oder dem FSJler organisiert werden, unter anderem Kickerturniere, Pokerturniere und Filmabende.

## Veranstaltungen und Projekte

### Primo hilft
„Primo hilft“ ist eine seit September 2015 bestehende Initiative zur Unterstützung von Schülern der Willkommensklassen und Bewohnern der nahegelegenen Flüchtlingsunterkunft. Die Mitglieder setzen sich auch mit der politischen Lage Deutschlands hinsichtlich der Flüchtlingssituation auseinander. Sie treffen sich jeden zweiten Freitag im Schülerklub. Gemeinsam haben sie bis jetzt bereits Gutscheine gespendet, Patenschaften organisiert, politische Diskussionen etwa mittels ausgehängten Transparenten angeregt sowie Freizeitangebote geschaffen. Sie wollen weiterhin zur Integration von Geflüchteten an ihrer Schule beitragen.

### Jugend debattiert
Das Primo-Levi-Gymnasium unterstützt die schuleigenen Teilnehmer des bundesweiten Wettbewerbs „Jugend debattiert“ und schult diese im Bereich Rhetorik. Bei einer jährlich stattfindenden Fahrt können sich Schüler aus den Jahrgangsstufen 8 und 9 auf den Wettbewerb vorbereiten. In einem anschließenden schulinternen Wettbewerb können sich die Schüler für den berlinweiten Wettbewerb von „Jugend debattiert“ qualifizieren. Dabei wird zwischen der Altersgruppe 1 (Klasse 8+9) und der Altersgruppe 2 (Klasse 11+12) unterschieden. Schüler aus der 10. Klasse können nicht am Wettbewerb teilnehmen.

### Tag der offenen Tür
Jedes Jahr im Januar lädt das Primo-Levi-Gymnasium zum Tag der offenen Tür ein. Dort haben Interessierte die Möglichkeit, die Schule und ihre Fachbereiche näher kennenzulernen.

### PRIMUN
Bei PRIMUN (Primo Levi Model United Nations) handelt es sich um ein 2008 initialisiertes englischsprachiges Planspiel zur Nachstellung der Prozesse in  Vereinten Nationen, dass jährlich vom Fachbereich durch einen Zusatzkurs in Klasse 11 und dem sich anschließenden PRIMUN Club organisiert wird. 
Für das Projekt müssen sich Schüler mit Ländern und deren politischen Standpunkten auseinandersetzen, Positionen für diese ausarbeiten und diese auf Englisch vertreten. Während des dreitägigen Planspiels im Januar jeden Jahres wird in Komitees mit ca. 25 Personen debattiert. Zum Auftakt und zum Ende des Projekts finden zudem große Runden im Plenum mit ca. 200 Teilnehmenden statt. Von einem Redaktionsteam werden die Erlebnisse der drei Tage mit einem Video und kurzen täglichen Zeitungen dokumentiert.
Die Technik AG erstellt im Rahmen der Konferenz ein sogenanntes Aftermovie, welches die Ereignisse der Konferenz zusammenfasst.

### Konzerte, Leseabende und anderes
In der Adventszeit findet alljährlich ein großes Weihnachtskonzert in der Aula von Haus B statt, das vom Fachbereich Musik gestaltet wird. Dort treten neben dem Schulorchester und dem Schulchor die Schulbands und zahlreiche Klassen und Kurse mit eigenen musikalischen Beiträgen auf.
Beim Leseabend tragen Schüler, Eltern und Lehrer vor Publikum selbstgeschriebene Texte vor. Häufig werden die Veranstaltungen auch durch einen musikalischen Beitrag begleitet. Die Texte der Leseabende werden im Anschluss als kleines Büchlein veröffentlicht. Der Leseabend findet ein bis zweimal im Schuljahr statt und wird von Schülern, dem FSJler und dem Förderverein organisiert.
Alljährlich findet am Primo-Levi-Gymnasium ein Wissenschaftsabend für Grundschüler und deren Erziehungsberechtigte statt. Ältere Schüler führen dort gemeinsam mit den Kindern naturwissenschaftliche Experimente durch mit dem Ziel, das generelle Interesse für Naturwissenschaften beim Nachwuchs zu fördern.
Zum Ende des Schuljahres organisieren der FSJler, der Schulförderverein und weitere Freiwillige zum vorletzten Schultag das Schulfest des Primo-Levi-Gymnasiums, zu dem die gesamte Schulgemeinschaft aus Schülern, Eltern und Lehrern eingeladen ist. Neben einem Bühnenprogramm mit musikalischen und anderweitigen Beiträgen präsentieren die Klassen und Kurse an einem Stand ihre Projekte. Seit einigen Jahren findet das Schulfest am späten Nachmittag im Hof von Haus B statt.
Der Spinner ist die schuleigene Schülerzeitung, die seit vielen Jahren von den Schülern des Primo-Levi-Gymnasiums geschrieben und herausgegeben wird.

### Auszeichnungen
Das Primo-Levi-Gymnasium trägt seit dem Jahr 2008 den Titel Schule ohne Rassismus – Schule mit Courage. Als Pate fungiert der Schweizer Politiker, Autor und bekannte Globalisierungskritiker Jean Ziegler.

## Organisatorisches

### Schulaufnahmen
Schüler aus Grundschulen können wahlweise zur 5. Klasse oder zur 7. Klasse an das Primo-Levi-Gymnasium wechseln. Schüler mit der Klassenstufe 5 werden in eine bilinguale Klasse aufgenommen.

### Schülervertretung
Die Gesamtschülervertretung (GSV) des Primo-Levi-Gymnasiums trifft sich ca. einmal im Monat im Schülerklub, um aktuelle Themen zu besprechen. Geleitet wird die Gesamtschülervertretung vom Schülersprecher und seinen drei Stellvertretern. Diese werden von einem Schulparlament, das aus zehn engagierten Schülern aus Unter- und Oberstufe besteht, unterstützt. Einmal im Jahr findet zudem eine Schülervertretungsfahrt statt, bei der vor allem spezifische Projekte geplant werden. Seit 2020er Jahren engagiert sich die Schülervertretung vor allem in der Geflüchtetenhilfe.

### Schulförderverein
Der Förderverein des Primo-Levi-Gymnasiums, 1993 als Schulförderverein der damaligen Bühring-Oberschule gegründet, ist seit 2007 der Förderverein des neu fusionierten Primo-Levi-Gymnasiums. Er hat circa 150 Mitglieder (Stand Schuljahr 2023/2024). Ein ehrenamtliches Team aus ca. 20 Personen – Eltern, Lehrer wie auch eine große Zahl aktueller und ehemaliger Schüler – organisiert und unterstützt zahlreiche Veranstaltungen in und um das Primo-Levi-Gymnasium sowohl finanziell als auch ideell und personell. Neben seinen Einnahmen aus den Mitgliedsbeiträgen finanziert sich der Schulförderverein durch die Verwaltung und Vermietung von Schließfächern in den beiden Schulgebäuden. Die größten Ausgabeposten sind, neben der Förderung von Projekten und Fahrten, die Finanzierung des Schulfests und des FSJ-Programms sowie die Unterstützung des Schülerklubs.